# Kyōko Fukada

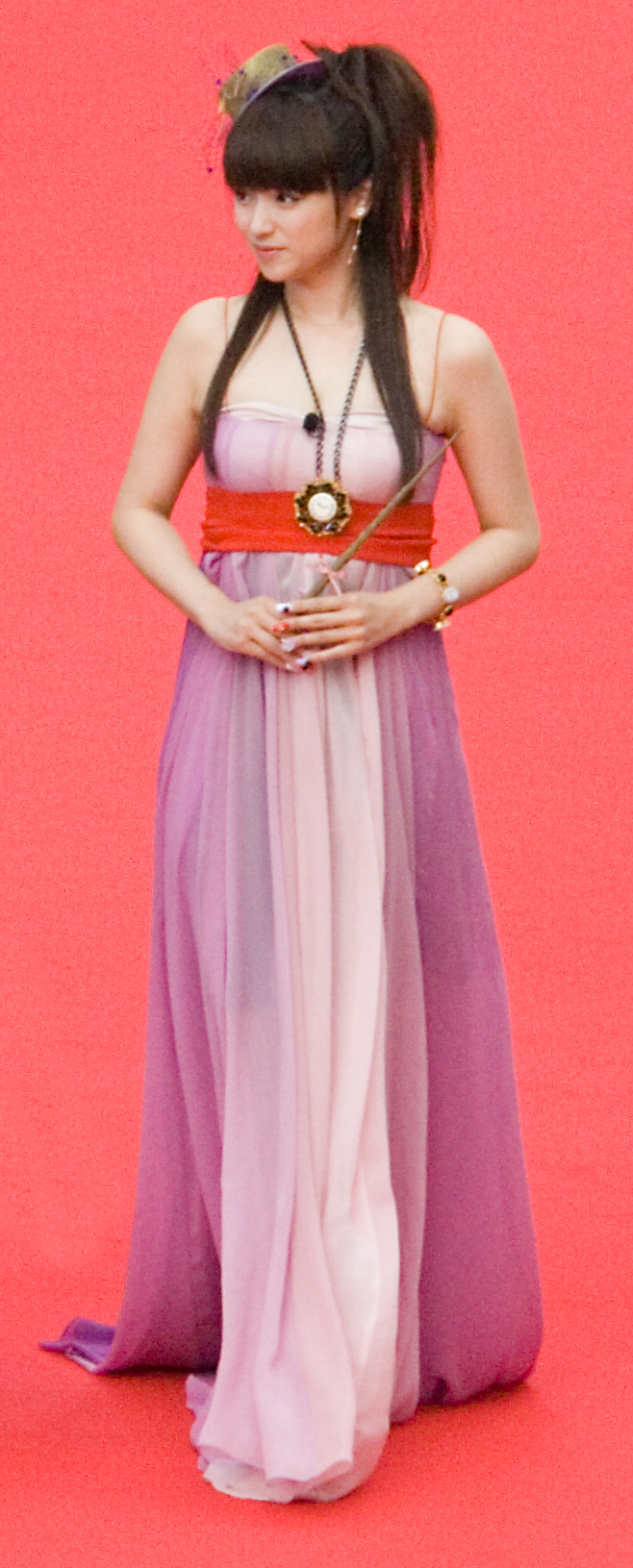
Kyōko Fukada (2007)

Kyōko Fukada (jap. 深田 恭子, Fukada Kyōko; * 2. November 1982 in Kita, Tokio) ist eine japanische Schauspielerin, Sängerin und Fotomodell.

## Leben
Kyōko Fukada hat eine jüngere Schwester. Als Kind lernte sie bereits früh Klavier und Flöte zu spielen. Nach der Teilnahme an verschiedenen Gesangswettbewerben wurde sie von Talent-Scouts entdeckt, die ihr eine Nebenrolle im Dorama News no Onna (ニュースの女, deutsch „Nachrichtenfrau“) verschafften.
Ihre erste Hauptrolle in einer Fernsehserie hatte sie in Kami-sama mō sukoshi dake (神様もう少しだけ, dt. „Gott, gib mir ein wenig mehr Zeit“) im April 1997. Die männliche Hauptrolle spielte Takeshi Kaneshiro. Seitdem rangiert sie unter den Top-Stars der japanischen Fernsehschauspieler. Im Laufe der folgenden Jahre spielte sie in vielen Serien und Filmen mit, unter anderem in Ringu 2 und Dolls. Nach einer kürzeren Krise schaffte sie mit dem Film Kamikaze Girls (Shimotsuma monogatari), für den ihr mehrere Titel als beste Hauptdarstellerin verliehen wurden, im Jahre 2004 ein Comeback.

## Filmografie

### Dramen
- 1997 – Sore ga Kotae da! – Kazune
- 1998 – Kamisama Mōsukoshi Dake – Masaki Kano
- 1999 – To Heart: Koishite Shinitai – Miura Toko
- 1999 – Don’t Be a Cry Baby (Oni no Sumika) – Ayumi Kato
- 2001 – Strawberry on the Shortcake – Yui Mizawa
- 2001 – Fighting Girl – Sayoko
- 2002 – Friends – Asai Tomoko
- 2002 – Otousan – Shindo Kei
- 2002 – Remote – Ayaki Kurumi
- 2002 – Yonimo Kimyona Monogatari – Saiyou Shiken
- 2003 – Futari
- 2003 – Hakoiri Musume – Komori Akari
- 2004 – Kanojo ga Shinjatta
- 2004 – Minami-kun no Koibito
- 2005 – Fugō Keiji – Miwako
- 2005 – Shiawase ni Naritai – Hikari
- 2006 – Umeko – Ota Miyo
- 2006 – Akai Kiseki(Red Miracle) – Sekiguchi Rinko
- 2006 – Eraser in My Head (Watashi no Atama no Naka no Keshigomu)
- 2007 – Yama Onna Kabe Onna – Marie Mariya
- 2007 – Kimi ga Kureta Natsu

### Filme
- 1999 – Ring 2 (リング2, Ringu2) – Kanae Sawaguchi
- 2000 – School Day of the Dead (死者の学園祭, Shisha no gakuensai) – Yuki Machiko
- 2002 – Dolls (ドールズ, Dōruzu) – Haruna
- 2003 – Onmyōji 2 (陰陽師II)　– Himiko
- 2003 – Ashura no Gotoku (阿修羅のごとく) – Sakiko Kamiuchi
- 2004 – Kamikaze Girls (下妻物語, Shimotsuma Monogatari) – Momoko Ryugasaki
- 2006 – Tenshi (天使) – Tenshi
- 2006 – Inugami-ke no ichizoku (犬神家の一族) – Haru
- 2009 – Yatterman (ヤッターマン, Yattāman) – Doronjo
- 2009 – Ururu no mori no monogatari (ウルルの森の物語) – Chie Shono
- 2010 – Ren'ai gikyoku: Watashi to koi ni ochitekudasai (恋愛戯曲: 私と恋におちてください) – Mayumi Taniyama
- 2011 – Sekando bājin (セカンドバージン) – Marie Suzuki
- 2011 – Yoake no machi de (夜明けの街で) – Akiba Nakanishi
- 2011 – Wild 7 (ワイルド7, Wairudo7) – Yuki Honma
- 2013 – Roommate (ルームメイト, Rūmumeito) – Reiko Nishimura/Mary
- 2014 – Idainaru, Shurarabon (偉大なる、しゅららぼん) – Kiyoko Hinodo

### Fernsehserien
- 2000 – Heaven Cannot Wait (Tengoku ni Ichiban Chikai Otoko Special) – Kimishima Hikaru
- 2000 – Imagine – Yu Iijima
- 2000 – Heaven Cannot Wait Special: The Final Assignment

## Diskografie

### Alben
| Jahr | Titel                      | Höchstplatzierung, Gesamtwochen, AuszeichnungChartsChartplatzierungen (Jahr, Titel, Platzierungen, Wochen, Auszeichnungen, Anmerkungen) | Anmerkungen                                                   |
| Jahr | Titel                      | JP | Anmerkungen                                                   |
| ---- | -------------------------- | --- | ------------------------------------------------------------- |
| 1999 | Dear...                    | JP15 (2 Wo.)JP | Erstveröffentlichung: 17. November 1999 Verkäufe JP: + 24.710 |
| 2000 | Moon                       | JP14 (5 Wo.)JP | Erstveröffentlichung: 15. März 2000 Verkäufe JP: + 56.250     |
| 2001 | Universe                   | JP19 (2 Wo.)JP | Erstveröffentlichung: 21. November 2001 Verkäufe JP: + 21.430 |
| 2002 | Flow~Kyoko Fukada Remixes~ | — | Erstveröffentlichung: 21. August 2002                         |

### Singles
| Jahr | Titel Album                           | Höchstplatzierung, Gesamtwochen, AuszeichnungChartsChartplatzierungen (Jahr, Titel, Album, Platzierungen, Wochen, Auszeichnungen, Anmerkungen) | Anmerkungen                                                                   |
| Jahr | Titel Album                           | JP | Anmerkungen                                                                   |
| ---- | ------------------------------------- | --- | ----------------------------------------------------------------------------- |
| 1999 | Saigo no Kajitsu Moon                 | JP4 Gold · (6 Wo.)JP | Erstveröffentlichung: 19. Mai 1999 Verkäufe JP: + 151.790                     |
| 1999 | Easy Rider Moon                       | JP6 (7 Wo.)JP | Erstveröffentlichung: 1. September 1999 Verkäufe JP: + 100.790                |
| 2000 | Kirameki no Shunkan Moon              | JP16 (5 Wo.)JP | Erstveröffentlichung: 2. Februar 2000 Verkäufe JP: + 68.000                   |
| 2000 | How? Universe                         | JP20 (5 Wo.)JP | Erstveröffentlichung: 19. Juli 2000 Verkäufe JP: + 48.290                     |
| 2001 | Swimming Universe                     | JP15 (6 Wo.)JP | Erstveröffentlichung: 6. Juni 2001 Verkäufe JP: + 47.960                      |
| 2001 | Kimi no Hitomi ni Koishiteru Universe | JP8 (5 Wo.)JP | Erstveröffentlichung: 3. Oktober 2001 Verkäufe JP: + 42.010                   |
| 2002 | Route 246 –                           | JP28 (2 Wo.)JP | Erstveröffentlichung: 22. Mai 2002; feat. The Two Tones Verkäufe JP: + 13.770 |